# Torre del Gerro
La Torre del Gerro es una torre vigía localizada al final de Las Rotas en Denia (España). Es de cuerpo troncocónico que por su forma le da nombre (jarrón). Destaca el escudo de armas de Carlos I (siglo XVI).